# 彭夫人 (齊後主)
彭夫人（?—?），北齊時代人物，北齊后主高纬之妾室。
彭氏美貌，擅长音乐，因为家境贫穷沦为乐妓，高纬听说她的美艳之名，于是派人将彭氏接入宫中。高纬对彭氏十分宠爱，册封她为夫人。不久，彭夫人在晋阳（今山西省太原市）去世，高纬哀痛不己，专门为她建造佛寺，表示悼念。